# Douglas (rijeka na Manu)
Rijeka Douglas je rijeka na otoku Man. Rijeka počinje na periferiji Douglasa gdje se sastaju rijeke Glass i Dhoo.